# 伝染性単核球症
伝染性単核症（でんせんせいたんかくしょう、英: IM; Infectious mononucleosis）または伝染性単核球症とは、主にEBウイルス(エプスタイン・バール・ウイルス・EBV）の初感染によって生じる急性感染症。一般的にキス病とも呼ぶ。
日本では2 - 3歳までの感染が70 %を占め、 20代では90 %以上がこのウイルスの抗体を持つ。アメリカでは幼児期の感染率は20 %で、多くは思春期・青年期で感染する。感染する時期（年齢）によって症状の現れ方が異なり、乳幼児期では不顕性(ふけんせい)感染（病原菌に感染しても症状が現れない）が多く、思春期以降では感染者の約半数に本症がみられる。また、青年期で感染すると発熱や腰痛様々な症状が1ヶ月ぐらい続くと言われている。まれに輸血などにより血液を介して感染する場合もある。
本稿では、EBウイルスによる伝染性単核症を中心に述べる。

## 歴史
1889年にドイツ人小児科医のエミール・ファイファーによって一連の症候群として初めて報告され、欧州では「ファイファー病」として知られている。

## 原因
多くはEBウイルスの初感染によって生じる。しかし小児期に感染すると症状を伴わない（不顕性感染）ことが多く、成人期には80 %以上の人が抗体を有しているため、発症するケースとしては成人期に初感染した場合が多い。また、感染源として飲み物の飲み回し等が1番の原因とされている
また、EBウイルス以外にはサイトメガロウイルス、HIVによっても生じる。

## 症状
一般に、発熱、咽頭痛、リンパ節腫脹の三徴を特徴とする。
1 - 2歳程度の幼少児の初感染では、発熱と口蓋扁桃の膿栓（白苔）を伴った腫脹・発赤が見られる程度で、特異的な症状が目立たないことが多い。このため、この年齢の児の初感染では伝染性単核球症と診断されないことが多く「扁桃炎」と診断されているものと思われる。2 - 3日で自然軽快してしまうので、それ以上の追究もほとんどされないものと思われる。血液検査を行えば、異型リンパ球の出現などから本疾患を疑え得る可能性はあり、血清診断は理論上可能である。
年長児から青年期、あるいはそれ以上の年齢で初感染した場合、発熱・全身倦怠感のほか、口蓋扁桃の発赤腫脹・咽頭痛、アデノイド腫脹による鼻閉、全身特に頚部のリンパ節腫脹、肝脾腫がみられる。発疹を伴うこともあり、特にアミノベンジルペニシリン (ABPC) の投与は発疹を誘発するとされる。有熱期間は一般的なウイルス感染症よりも長く、5 - 7日程度続くことが多い。
ときに、悪性リンパ腫や亜急性壊死性リンパ節炎などとの鑑別を要する場合があり、以下に述べる血清診断や、リンパ節生検を行うこともある。

## 検査

### 血球算定、血液像
白血球総数は正常ないしやや増加、好中球数は正常ないしやや減少（百分率は低下）する。リンパ球の著しい増加、異型リンパ球の出現（5 %以上になることが多い）が特徴的である。伝染性単核球症の鑑別において平均リンパ球/白血球比（L/WBCC）を用いると、cut off 0.35とすることで、特異度100 %、感度90 %との報告がある。
異型リンパ球の出現は、EBウイルスがBリンパ球に感染し、感染細胞に対する細胞性免疫反応により活性化された幼若なT細胞が増加することによる。

### 生化学
多くの症例で肝脾腫を伴うため、トランスアミナーゼ（AST, ALT）が上昇する。そのため、肝炎を疑われる場合も多い。

### 血清診断
- ポール・バンネル反応：伝染性単核球症患者に現れる異好抗体であるPaul-Bannell抗体を用いた検査法。近年は抗体価測定が発達したため臨床的意義は低下している[4]。
- 「抗EBV EA-IgG抗体」または、「抗EBV VCA-IgM」「抗EBV VCA-IgG抗体」「抗EBNA-IgG抗体」の抗体価を測定する。抗EBNA抗体が初感染後数ヶ月を経ないと出現しないのに対し、抗EA、VCA抗体は急性期にも出現していることを利用する。

初感染パターン…抗EBNA抗体陰性、抗VCA-IgGまたは/かつIgM抗体陽性。抗EA抗体は偽陰性が多いが、EA陽性ならば急性感染の可能性が高い。
既感染パターン…抗EBNA抗体陽性、他の抗体は（通常）陰性。このような場合、症状の原因としてEBV感染は考えにくい。（抗VCA-IgG抗体は既感染パターンでも検出されるが、通常は低値（蛍光抗体法で160倍以下）である）
サイトメガロウイルスについては、抗CMV-IgGおよびIgMを調べる（IgM陽性例は急性感染の可能性が高い）ほか、血液中のサイトメガロウイルスDNAを核酸増幅法（PCR）で調べることもある。

## 治療
EBウイルスによる伝染性単核球症に特異的な治療法はなく、対症療法が中心となる。肝脾腫が強い例では、腹部への衝撃により脾破裂が起こった例もあるため、安静が必要である。小児など、咽頭痛や全身倦怠感のために経口摂取不良となった場合には、入院して補液を行う必要がある。抗菌薬は伝染性単核球症それ自体には無効である。
発疹を誘発する可能性があるので、この疾患が疑われた際には、ペニシリン系抗生物質のみならず、セフェム系抗生物質の投与も控えるべきであろう。ただ、比較的高率に細菌による混合感染をおこすとする報告もあり、血液検査所見から混合感染が疑われた場合には抗菌薬の投与を行うという選択肢も考慮に入れるべきであろう。
特に重症である例（発熱が長期に持続する、全身状態が著しく不良である、血球減少が見られ血球貪食症候群の合併が懸念される、など）では副腎皮質ステロイド投与やガンマグロブリン大量投与が行われることもある。
サイトメガロウイルスにはガンシクロビル（GCV）が有効である可能性があるが、骨髄抑制、腎障害など重篤な副作用があるため、伝染性単核症には通常用いられない（GCVは造血幹細胞移植後など、免疫不全状態の患者の重篤なCMV感染症に適応がある）。

## 予後
EBウイルスによる伝染性単核球症は通常、約4 - 6週間で症状は自然になくなるが、まれに数ヶ月以上症状が持続し、全身状態が極めて重篤となる極めて予後不良の例があることが知られるようになった。このような例ではEBウイルスが持続的に活動していることが証明され、慢性活動性EBウイルス感染症（CAEBV）という病態として区別される。